# Winston-Salem Open
Winston-Salem Open, також Відкритий чемпіонат Вінстон-Сейлема — міжнародний чоловічий професійний тенісний турнір. Проводиться на відкритих кортах з твердим покриттям, є частиною серії Туру ATP 250. Турнір відбувається у Вінстон-Сейлемі з 2011 року, раніше проводився на Лонг-Айленді та в Нью-Гейвені, штат Коннектикут.

## Фінали

### Одиночний розряд
| Рік                      | Чемпіон                  | Фіналіст                 | Рахунок                  |
| Лонг-Айленд (exhibition) | Лонг-Айленд (exhibition) | Лонг-Айленд (exhibition) | Лонг-Айленд (exhibition) |
| ------------------------ | ------------------------ | ------------------------ | ------------------------ |
| 1981                     | Браян Тічер              | Яннік Ноа                | 4–6, 6–3, 6–4            |
| 1982                     | Джін Меєр                | Йохан Крік               | 6–2, 6–3                 |
| 1983                     | Джін Меєр                | Гайнц Ґюнтгардт          | 6–7(9–11), 6–4, 6–0      |
| 1984                     | Іван Лендл               | Андрес Гомес             | 6–2, 6–4                 |
| 1985                     | Іван Лендл               | Джиммі Коннорс           | 6–1, 6–3                 |
| 1986                     | Іван Лендл               | Джон Макінрой            | 6–2, 6–4                 |
| 1987                     | Юнас Свенссон            | Девід Пейт               | 7–6, 3–6, 6–3            |
| 1988                     | Андре Агассі             | Яннік Ноа                | 6–3, 0–6, 6–4            |
| 1989                     | Іван Лендл               | Мікаель Пернфорс         | 4–6, 6–2, 6–4            |
| Лонг-Айленд              |                          |                          |                          |
| 1990                     | Стефан Едберг            | Горан Іванишевич         | 7–6, 6–3                 |
| 1991                     | Іван Лендл               | Стефан Едберг            | 6–3, 6–2                 |
| 1992                     | Петр Корда               | Іван Лендл               | 6–2, 6–2                 |
| 1993                     | Марк Россе               | Майкл Чанг               | 6–4, 3–6, 6–1            |
| 1994                     | Євген Кафельников        | Седрік Пйолін            | 5–7, 6–1, 6–2            |
| 1995                     | Євген Кафельников        | Ян Сімерінк              | 7–6(7–0), 6–2            |
| 1996                     | Андрій Медведєв          | Мартін Дамм              | 7–5, 6–3                 |
| 1997                     | Карлос Моя               | Патрік Рафтер            | 6–4, 7–6(7–1)            |
| 1998                     | Патрік Рафтер            | Фелікс Мантілья          | 7–6(7–3), 6–2            |
| 1999                     | Маґнус Норман            | Алекс Корретха           | 7–6(7–4), 4–6, 6–3       |
| 2000                     | Маґнус Норман            | Томас Енквіст            | 6–3, 5–7, 7–5            |
| 2001                     | Томмі Гаас               | Піт Сампрас              | 6–3, 3–6, 6–2            |
| 2002                     | Парадорн Шрічапхан       | Хуан Ігнасіо Чела        | 5–7, 6–2, 6–2            |
| 2003                     | Парадорн Шрічапхан       | Джеймс Блейк             | 6–2, 6–4                 |
| 2004                     | Ллейтон Г\'юїтт          | Луїс Орна                | 6–3, 6–1                 |
| Нью-Гейвен               |                          |                          |                          |
| 2005                     | Джеймс Блейк             | Фелісіано Лопес          | 3–6, 7–5, 6–1            |
| 2006                     | Микола Давиденко         | Агустін Кальєрі          | 6–4, 6–3                 |
| 2007                     | Джеймс Блейк             | Марді Фіш                | 7–5, 6–4                 |
| 2008                     | Марин Чилич              | Марді Фіш                | 6–4, 4–6, 6–2            |
| 2009                     | Фернандо Вердаско        | Сем Кверрі               | 6–4, 7–6(8–6)            |
| 2010                     | Сергій Стаховський       | Денис Істомін            | 3–6, 6–3, 6–4            |
| Вінстон-Сейлем           |                          |                          |                          |
| 2011                     | Джон Ізнер               | Жульєн Беннето           | 4–6, 6–3, 6–4            |
| 2012                     | Джон Ізнер               | Томаш Бердих             | 3–6, 6–4, 7–6(11–9)      |
| 2013                     | Юрген Мельцер            | Гаель Монфіс             | 6–3, 2–1, ret.           |
| 2014                     | Лукаш Росол              | Єжи Янович               | 3–6, 7–6(7–3), 7–5       |
| 2015                     | Кевін Андерсон           | П\'єр-Юг Ербер           | 6–4, 7–5                 |
| 2016                     | Пабло Карреньо Буста     | Роберто Баутіста Аґут    | 6–7(6–8), 7–6(7–1), 6–4  |
| 2017                     | Роберто Баутіста Аґут    | Дамір Джумгур            | 6–4, 6–4                 |
| 2018                     | Данило Медведєв          | Стів Джонсон             | 6–4, 6–4                 |
| 2019                     | Губерт Гуркач            | Бенуа Пер                | 6–3, 3–6, 6–3            |
| 2021                     | Ілля Івашко              | Мікаель Імер             | 6–0, 6–2                 |
| 2022                     | Адріан Маннаріно         | Ласло Дьоре              | 7–6(7–1), 6–4            |
| 2023                     | Себастьян Баес           | Їржі Легечка             | 6–4, 6–3                 |
| 2024                     | Лоренцо Сонего           | Alex Michelsen           | 6–0, 6–3                 |

### Парний розряд
| Рік            | Чемпіони                             | Фіналісти                             | Рахунок               |
| Лонг-Айленд    | Лонг-Айленд                          | Лонг-Айленд                           | Лонг-Айленд           |
| -------------- | ------------------------------------ | ------------------------------------- | --------------------- |
| 1990           | Гі Форже Якоб Гласек                 | Удо Ріглевскі Міхаель Штіх            | 2–6, 6–3, 6–4         |
| 1991           | Ерік Єлен Карл-Уве Штеб              | Даг Флек Дієго Наргісо                | 0–6, 6–4, 7–6         |
| 1992           | Франсіско Монтана Грег Ван Ембург    | Джанлука Поцці Оллі Ранасто           | 6–4, 6–2              |
| 1993           | Марк-Кевін Гелльнер Давід Пріносіл   | Арно Боеч Олів\'є Делетр              | 6–7, 7–5, 6–2         |
| 1994           | Олів\'є Делетр Гі Форже              | Ендрю Флорент Марк Петчі              | 6–4, 7–6              |
| 1995           | Цирил Сук Даніель Вацек              | Рік Ліч Скотт Мелвілл                 | 5–7, 7–6, 7–6         |
| 1996           | Люк Єнсен Мерфі Єнсен                | Гендрік Дрекманн Олександр Волков     | 6–3, 7–6              |
| 1997           | Маркос Ондруска Давід Пріносіл       | Марк Кейл Т. Дж. Міддлтон             | 6–4, 6–4              |
| 1998           | Хуліан Алонсо Хав\'єр Санчес         | Брендон Коуп Дейв Ренделл             | 6–4, 6–4              |
| 1999           | Олів\'є Делетр Фабріс Санторо        | Ян-Майкл Гембілл Скотт Гамфріс        | 7–5, 6–4              |
| 2000           | Джонатан Старк Кевін Ульєтт          | Ян-Майкл Гембілл Скотт Гамфріс        | 6–4, 6–4              |
| 2001           | Джонатан Старк Кевін Ульєтт          | Леош Фридль Радек Штепанек            | 6–1, 6–4              |
| 2002           | Магеш Бгупаті Майк Браян             | Петр Пала Павел Візнер                | 6–3, 6–4              |
| 2003           | Роббі Куніґ Мартін Родрігес          | Мартін Дамм Цирил Сук                 | 6–3, 7–6              |
| 2004           | Антоні Дюпюї Мікаель Льодра          | Їв Аллегро Міхаель Кольманн           | 6–2, 6–4              |
| Нью-Гейвен     |                                      |                                       |                       |
| 2005           | Гастон Етліс Мартін Родрігес         | Ражів Рам Боббі Рейнольдс             | 6–4, 6–3              |
| 2006           | Джонатан Ерліх Енді Рам              | Маріуш Фирстенберг Марцин Матковський | 6–3, 6–3              |
| 2007           | Магеш Бгупаті Ненад Зімоньїч         | Маріуш Фирстенберг Марцин Матковський | 6–3, 6–3              |
| 2008           | Марсело Мело Андре Са                | Магеш Бгупаті Марк Ноулз (тенісист)   | 7–5, 6–2              |
| 2009           | Юліан Ноул Юрген Мельцер             | Бруно Соарес Кевін Ульєтт             | 6–4, 7–6(7–3)         |
| 2010           | Роберт Ліндстедт Горія Текеу         | Роган Бопанна Айсам-уль-Хак Куреші    | 6–4, 7–5              |
| Вінстон-Сейлем |                                      |                                       |                       |
| 2011           | Джонатан Ерліх Енді Рам              | Крістофер Кас Александер Пея          | 7–6(7–2), 6–4         |
| 2012           | Сантьяго Гонсалес Скотт Ліпскі       | Пабло Андухар Леонардо Маєр           | 6–3, 4–6, [10–2]      |
| 2013           | Деніел Нестор Леандер Паес           | Трет Г'юї Домінік Інглот              | 7–6(12–10), 7–5       |
| 2014           | Хуан Себастьян Кабаль Роберт Фара    | Джеймі Маррей Джон Пірс (тенісист)    | 6–3, 6–4              |
| 2015           | Домінік Інглот Роберт Ліндстедт      | Ерік Буторак Скотт Ліпскі             | 6–2, 6–4              |
| 2016           | Гільєрмо Гарсія-Лопес Генрі Контінен | Андре Бегеманн Леандер Паес           | 4–6, 7–6(8–6), [10–8] |
| 2017           | Жан-Жульєн Роєр Горія Текеу          | Хуліо Перальта Орасіо Себальйос       | 6–3, 6–4              |
| 2018           | Жан-Жульєн Роєр Горія Текеу          | Джеймс Серретані Леандер Паес         | 6–4, 6–2              |
| 2019           | Лукаш Кубот Марсело Мело             | Ніколас Монро Тенніс Сендгрен         | 6–7(6–8), 6–1, [10–3] |
| 2021           | Марсело Аревало Матве Мідделкоп      | Іван Додіг Остін Крайчек              | 6–7(5–7), 7–5, [10–6] |
| 2022           | Меттью Ебден Джеймі Маррей           | Юго Нис Ян Зелінський                 | 6–4, 6–2              |
| 2023           | Натаніел Ламмонс Джексон Вітроу      | Ллойд Ґласспул Ніл Скупскі            | 6–3, 6–4              |
| 2024           | Натаніел Ламмонс Джексон Вітроу      | Джуліан Кеш Robert Galloway           | 6–4, 6–3              |